# 假定型生物化学
假定型生物化学（英語：Hypothetical types of biochemistry）不同于现有的生物化学形式的推测，在科学上是可行的，但现在不能证明实际存在。地球上已确认的生物物种通常使用含碳有机物的基本构造和进行代谢功能，用水作为溶剂，用DNA或RNA引導生物發育與生命機能運作，可能有未被发现的生命形式存在根本不同的基本结构和不同于已知的生物化学形式。

## 科学家们对这个问题的讨论
考虑过的碳水生物化学可能的替代方案的科学家：
- 约翰·伯顿·桑德森·霍尔丹（J.B.S. Haldane 1892-1964），遗传学家，提出了自然发生[2]。
- 阿克塞尔·弗瑟夫（V. Axel Firsoff 1910-1981），英国天文学家[3]。
- 彼得·斯尼斯（Peter Sneath 1923-2011），微生物学家，著有《Planets and Life》（《行星和生命》）[4]。
- 物理学家杰拉尔德·范伯格（Gerald Feinberg 1933-1992）和化学家罗伯特·夏皮罗（Robert Shapiro 1935-2011）合著有《Life Beyond Earth》（《地球以外的生命》）[5][6]。
- 美国化学家乔治·克劳德·皮门特尔（George Claude Pimentel 1922-1989），美国加州大学伯克利分校[7]。
- 艾萨克·阿西莫夫（Isaac Asimov 1920-1992），生物化学家和科幻小说作家[8]。
- 卡尔·萨根（Carl Edward Sagan 1934-1996），天文学家[7]。
- 罗伯特·弗雷塔斯（Robert A. Freitas Jnr），纳米技术和纳米医学专家，著有《Xenology》[9][10]。
- 剑桥生物学者威廉·班（William Bains），《天体生物学（Astrobiology）》杂志撰稿人[11]。
- 约翰·鲍罗什（John Baross），海洋学家和天体物理学家，主持了美國國家科學研究委員會在2007年发表的一份报告，生命的限制条件。[12]本报告阐述了一个空间机构可能会在一个资源充足的其他星球上搜索生命，遇到它却无法识别它。[13]

## 生物分子的替代
构成已知生物的生物分子几乎全是手性的，如左旋氨基酸、右旋糖等，手性相反的分子具有相同的化学性质，手性完全相反的生命也可以存在。
同天然存在的RNA和DNA结构相似的化合物核酸类似物也可以作为遗传物质存在，也许有生物就是以核酸类似物保存遗传信息的。
碱基对是形成核酸DNA、RNA单体以及编码遗传信息的化学结构，RNA和DNA中5种主要核碱基及4种新发现的核碱基有可能被其它种类的碱基取代。
幾乎所有的已知生物都使用相同的遺傳密碼，也有少數生物使用一些稍微不同的遺傳密碼。它编码了20種標準氨基酸，2种次要编码氨基酸。遺傳密碼扩展后可以编码其它的非標準氨基酸，也可能存在大量使用非標準氨基酸的生命。
有人推测，地球本身可能存在一个影子生物圈具备我们不知道的生物化学形式。

## 碳、氧的替代
- 硅替代碳(矽基生物)
- 硼替代碳
- 锗、锡和铅替代碳：都是碳族元素，最外层电子数相同
- 金属氧化物替代碳
- 硫替代氧

## 其它替代
- 碳氧化物替代碳氫化合物
- 氯气替代氧气
- 砷替代磷 核酸中
- 硒、碲替代硫 氨基酸中

## 非水溶剂
- 氨替代水
- 甲烷、其它碳氫化合物
- 氟化氢
- 简单的氢化合物：硫化氢，氯化氢
- 更复杂的化合物：硫酸，甲酰胺，甲醇
- 非常低温度的流体：液氮，液氢的超临界流体的形式
- 水和过氧化氢的混合物

除了碳基对生命的影响外，目前已知的所有地球生物都需要以水作为溶剂。这引发了一个讨论，那就是水是否是生命唯一可用的溶剂。也许外星生命的形式是基于除水以外的其他溶剂。从最近的科学文献来看，已经有科学家开始重视这种想法，生物化学家史蒂芬贝（Steven Benner），以及由约翰·鲍罗什主持的天文生物学委员会都在进行这方面的研究。约翰·鲍罗什委员会认为生命可用的溶剂还包括氨、硫酸、甲酰胺、烃和液态氮（在比地球温度低的多的星球上）或超临界流体形式的氢。
卡尔·萨根曾形容自己既有碳沙文主义也有水沙文主义者倾向。然而，在另一个场合，他说他认同碳沙文主义，但“没有那么多水沙文主义”:10。他认为碳氢化合物:11、氢氟酸和氨可作为水的替代品。
水的一些特性对于生命的过程有重要的影响，比如水在较大的温度范围内保持液态、拥有高热容量（对调节条件温度非常有用）、高汽化热、并能溶解多种物质。水也是两性的，这意味着它可以捐献和接受H+离子，使其即可作为酸也可作为碱。对于许多有机和生化反应，该属性是至关重要的，其中水可作为溶剂、反应物或生成物。当然还有其他化学物质具有类似的性质，可作为水的替代物。另外，水具有不寻常的特性，固体（冰）状态的密度小于液体状态。这就是为什么水体从水面开始结冰，而不是从水底开始。如果冰比液态水的密度更大（几乎所有其他化合物都是这样的），那么大块的水体会慢慢冻结，这将不利于生命的形成。
并非所有水的属性都是对生命有利的。例如，水冰有很高的反射率，这意味着水冰会反射来自太阳的大量的光与热。在冰河时代，由于可反射的冰积聚在水面上，加重了全球变冷的效果。
有一些属性，使某些化合物和元素比其他物质更适合作为一个成功的生物圈中的溶剂。该溶剂必须能够在行星上常见的温度范围内保持液态。由于沸点随压力变化，所以问题往往不是溶剂是否保持在液态，而是处于多大的压力下。例如，氰化氢在一个大气压下具有窄的液相温度范围，但在金星的压力下，即 92 巴（9.2 MPa）压力的大气中，能够在很宽的温度范围内以液体形式存在。

### 氨

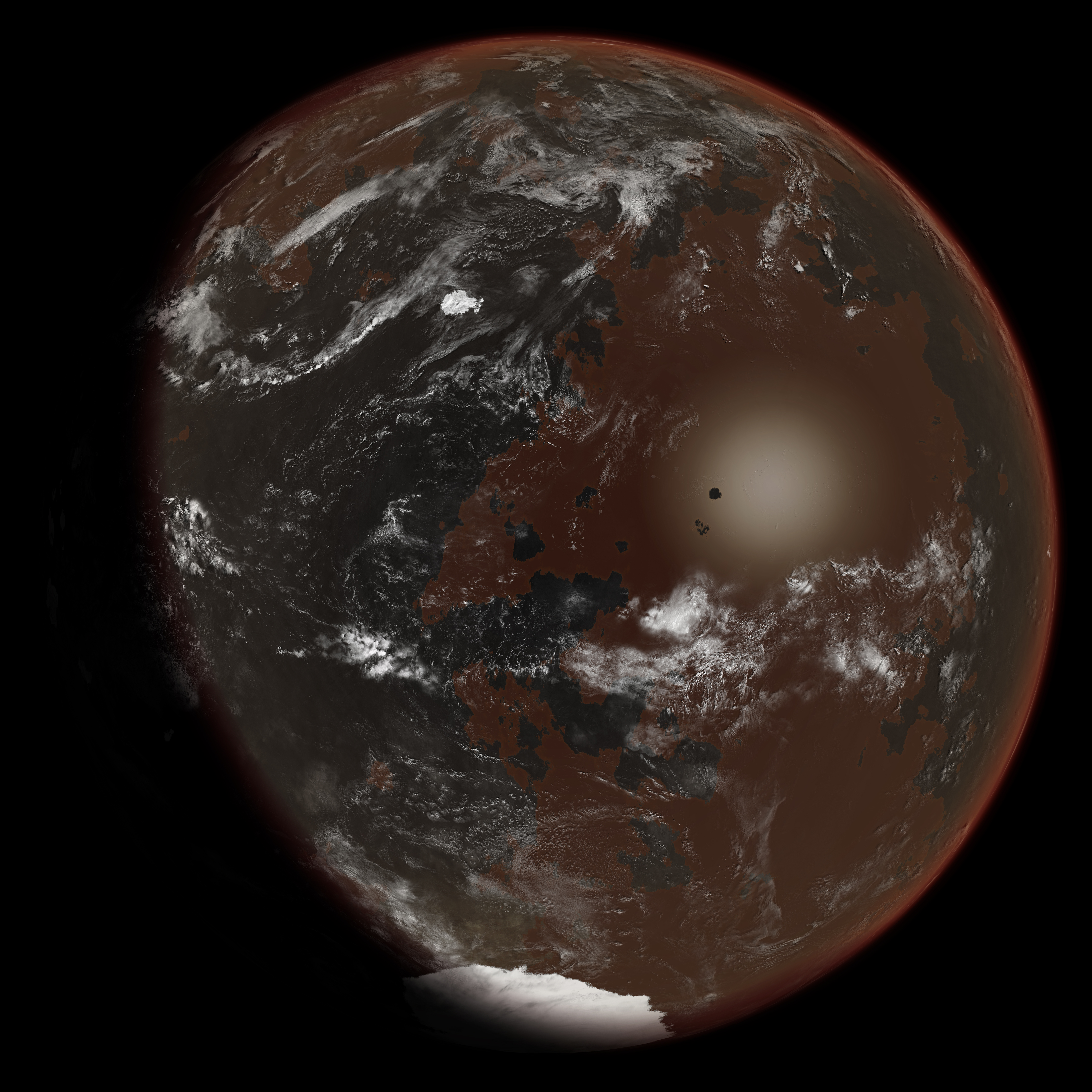
艺术家笔下的含有氨基生命的行星的外观。

氨分子（NH3）与水分子类似，在宇宙中非常常见，由氢（宇宙中最常见最简单的元素）和另一个常见的元素氮组成。液氨作为一个可能的生命替代溶剂这个想法至少可以追溯到1954年，J.B.S. Haldane在一个关于生命起源研讨会上提出了这个主题。
许多化学反应都能发生在氨溶液中，液体氨与水具有相似的化学性质。氨能溶解大多数水能溶解的有机分子。此外，氨还可溶解许多金属离子。Haldane曾指出各种常见的水基有机化合物都有对应的氨基类似物。例如氨基的胺基 (-NH2)是是水基的羟基(-OH)类似物。
氨和水一样，可以接受或捐出一个H+离子。当氨接受一个+，就形成了铵阳离子 (NH4+)，类似于水合氢离子 (H3O+)。当捐献了一个H+离子时，形成金属酰胺阴离子 (NH2−)，类似氢氧根阴离子 (OH−)。但相比于水，氨更倾向于接受一个H+离子，而不易捐出，即为强烈的亲核体。氨加入水中是作为酸碱理论#阿伦尼乌斯的定义中的碱：增加了氢氧阴离子的浓度。反之，使溶剂理论中对酸和碱的定义，水加入到液氨用作酸，因为它增加了阳离子铵的浓度。羰基(C=O) 在许多在地球生物化学中非常常见，但是其不会稳定的存在氨溶液中，但类似的亚胺基团（C = N）可以作为代替。
然而，氨作为生命的基础也存在一些问题。氨分子之间的氢键比水中的更弱，造成氨的气化热只有水的一半，其表面张力为水的三分之一，并降低了通过疏水作用集中非极性分子的能力。Gerald Feinberg和Robert Shapiro怀疑氨能否很好的保有生物分子，以便将其组织成一个可自我再生的系统。实验发现，氨在纯氧气中是可燃的，并不能在有氧代谢的环境中持续存在。

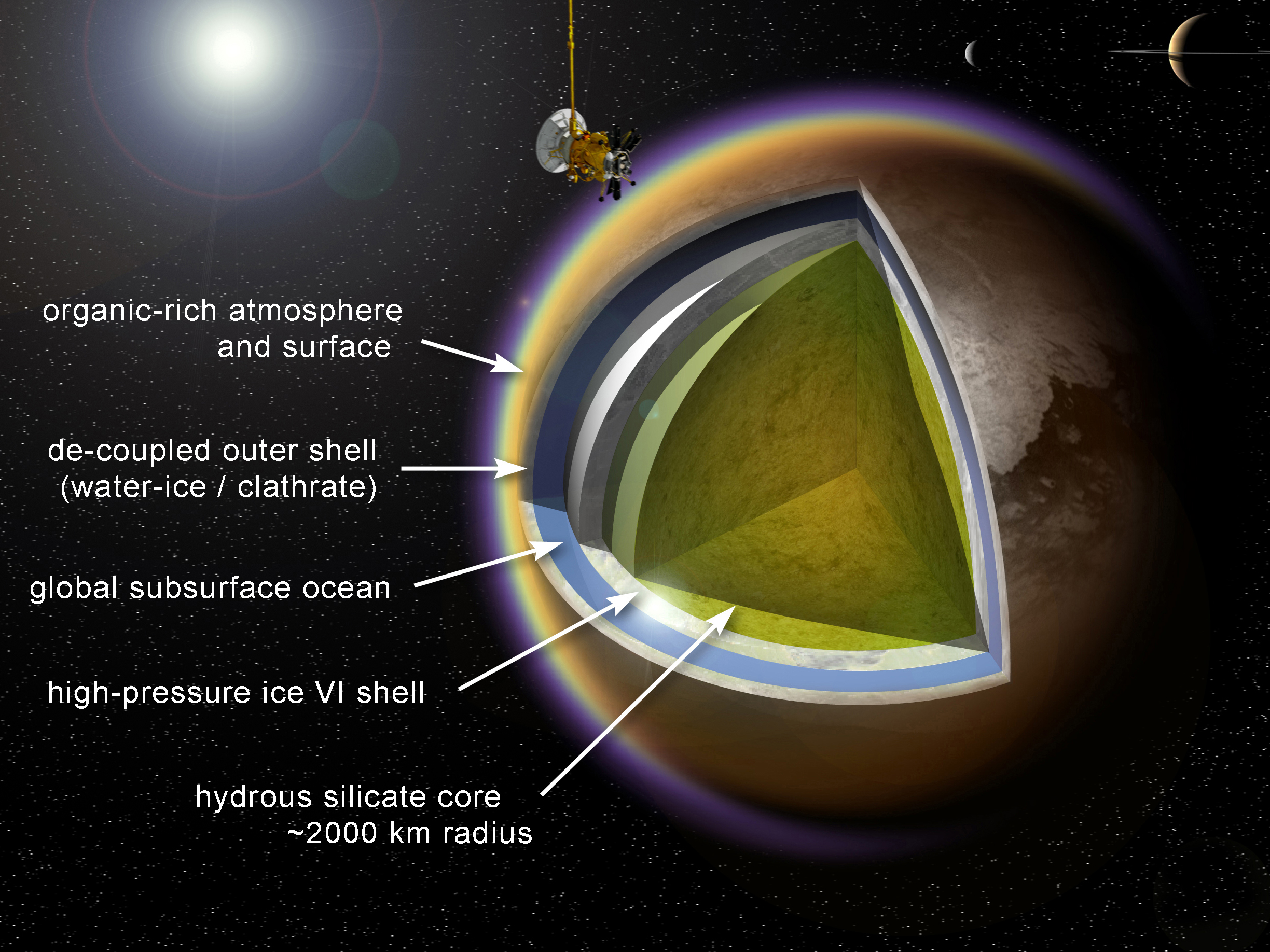
土卫六的理论内部结构，地下海洋呈蓝色。

基于氨生物圈的温度或气压与地球上差别很大。地球上的生命通常在水在一个气压下的熔点和沸点范围内的生存，即0 °C (273 K) 到100 °C (373 K)。而常压下氨的熔点和沸点是−78 °C (195 K)到−33 °C (240 K) 。在较低的温度中化学反应速度通常慢很多，因此如果存在液体氨的生命的话，其代谢速度和进化比地球上的要慢。 另一方面，较低的温度下使得在地球温度下不稳定的化学物质可参与生物的利用。
氨在类地球的温度下可以是液体，但是在更高的压力下，例如，在60个大气压下，氨的熔点为−77 °C (196 K) ，沸点为98 °C (371 K)。
氨和氨水混合物的凝固点温度远低于纯水的凝固点，因此，这类生物化学性质可能是非常适合位于水基适居带外围轨道的行星和卫星。这种情况可能存在于土星最大的卫星土卫六的表面下。

## 其他类型的猜测

### 非绿色光合作用
物理学家们研究指出，在地球上进行光合作用的主要是绿色的植物等物种，也有其他颜色的生物体进行光合作用，对于大多数生活在地球上的生物来说绿色是首选的，在其他星球的生物接受的恒星辐射与地球不同也可能选择其他颜色。这些研究表明黄色或红色的植物类生物是合理的，但蓝色光合作用的生物是不太可能的。这主要是基于不同类型恒星的光谱亮度，行星的大气传输特性，地球上生物各种光合色素的吸收光谱。
黑色是最佳的色彩，可以尽可能高效地转换所有可用光的能量。目前还不清楚为什么地球上的植物是绿色的而不是黑色。

### 不同的大气层
在地球历史中大气中的气体成分差别很大。大气中的气体混合物的变化影响着生物的生物化学形式和形态。

### 可变环境
地球上的许多生物在其生命周期中进行大规模的生化改变响应不断变化的环境条件，环境改变将导致不同的生命形态。

## 非行星生命

### 星际尘埃和等离子
V.N.齐托维奇（V. N. Tsytovich）和他的同事在2007年提出，悬浮在等离子体云中的尘埃粒子，在太空中一定的条件下，可以表现出生物的行为。计算机模型显示，带电的尘埃颗粒可以自行组织出微观的螺旋结构，能够自我复制，影响它的邻近结构，最终演变成更稳定的形式。

## 参看
- 非传统生物
- 異源生物學
- 天體生物學
- 碳基生命
- 碳沙文主义
- 外星生命
- 铁硫世界理论
- 生命
- 非细胞生物
- 核酸类似物
- 行星適居性
- 影子生物圈
- 八文字DNA

## 延伸阅读
- W. Bains. . Astrobiology. 2004, 4 (2): 137–167. Bibcode:2004AsBio...4..137B. PMID 15253836. doi:10.1089/153110704323175124.